# Analisi retrograda
|   | a | b | c | d | e | f | g | h |   |
| 8 | d6 torre del nero · e5 re del bianco · e3 re del nero · f3 donna del nero · g3 pedone del nero · h3 alfiere del nero | d6 torre del nero · e5 re del bianco · e3 re del nero · f3 donna del nero · g3 pedone del nero · h3 alfiere del nero | d6 torre del nero · e5 re del bianco · e3 re del nero · f3 donna del nero · g3 pedone del nero · h3 alfiere del nero | d6 torre del nero · e5 re del bianco · e3 re del nero · f3 donna del nero · g3 pedone del nero · h3 alfiere del nero | d6 torre del nero · e5 re del bianco · e3 re del nero · f3 donna del nero · g3 pedone del nero · h3 alfiere del nero | d6 torre del nero · e5 re del bianco · e3 re del nero · f3 donna del nero · g3 pedone del nero · h3 alfiere del nero | d6 torre del nero · e5 re del bianco · e3 re del nero · f3 donna del nero · g3 pedone del nero · h3 alfiere del nero | d6 torre del nero · e5 re del bianco · e3 re del nero · f3 donna del nero · g3 pedone del nero · h3 alfiere del nero | 8 |
| 7 | d6 torre del nero · e5 re del bianco · e3 re del nero · f3 donna del nero · g3 pedone del nero · h3 alfiere del nero | d6 torre del nero · e5 re del bianco · e3 re del nero · f3 donna del nero · g3 pedone del nero · h3 alfiere del nero | d6 torre del nero · e5 re del bianco · e3 re del nero · f3 donna del nero · g3 pedone del nero · h3 alfiere del nero | d6 torre del nero · e5 re del bianco · e3 re del nero · f3 donna del nero · g3 pedone del nero · h3 alfiere del nero | d6 torre del nero · e5 re del bianco · e3 re del nero · f3 donna del nero · g3 pedone del nero · h3 alfiere del nero | d6 torre del nero · e5 re del bianco · e3 re del nero · f3 donna del nero · g3 pedone del nero · h3 alfiere del nero | d6 torre del nero · e5 re del bianco · e3 re del nero · f3 donna del nero · g3 pedone del nero · h3 alfiere del nero | d6 torre del nero · e5 re del bianco · e3 re del nero · f3 donna del nero · g3 pedone del nero · h3 alfiere del nero | 7 |
| 6 | d6 torre del nero · e5 re del bianco · e3 re del nero · f3 donna del nero · g3 pedone del nero · h3 alfiere del nero | d6 torre del nero · e5 re del bianco · e3 re del nero · f3 donna del nero · g3 pedone del nero · h3 alfiere del nero | d6 torre del nero · e5 re del bianco · e3 re del nero · f3 donna del nero · g3 pedone del nero · h3 alfiere del nero | d6 torre del nero · e5 re del bianco · e3 re del nero · f3 donna del nero · g3 pedone del nero · h3 alfiere del nero | d6 torre del nero · e5 re del bianco · e3 re del nero · f3 donna del nero · g3 pedone del nero · h3 alfiere del nero | d6 torre del nero · e5 re del bianco · e3 re del nero · f3 donna del nero · g3 pedone del nero · h3 alfiere del nero | d6 torre del nero · e5 re del bianco · e3 re del nero · f3 donna del nero · g3 pedone del nero · h3 alfiere del nero | d6 torre del nero · e5 re del bianco · e3 re del nero · f3 donna del nero · g3 pedone del nero · h3 alfiere del nero | 6 |
| 5 | d6 torre del nero · e5 re del bianco · e3 re del nero · f3 donna del nero · g3 pedone del nero · h3 alfiere del nero | d6 torre del nero · e5 re del bianco · e3 re del nero · f3 donna del nero · g3 pedone del nero · h3 alfiere del nero | d6 torre del nero · e5 re del bianco · e3 re del nero · f3 donna del nero · g3 pedone del nero · h3 alfiere del nero | d6 torre del nero · e5 re del bianco · e3 re del nero · f3 donna del nero · g3 pedone del nero · h3 alfiere del nero | d6 torre del nero · e5 re del bianco · e3 re del nero · f3 donna del nero · g3 pedone del nero · h3 alfiere del nero | d6 torre del nero · e5 re del bianco · e3 re del nero · f3 donna del nero · g3 pedone del nero · h3 alfiere del nero | d6 torre del nero · e5 re del bianco · e3 re del nero · f3 donna del nero · g3 pedone del nero · h3 alfiere del nero | d6 torre del nero · e5 re del bianco · e3 re del nero · f3 donna del nero · g3 pedone del nero · h3 alfiere del nero | 5 |
| 4 | d6 torre del nero · e5 re del bianco · e3 re del nero · f3 donna del nero · g3 pedone del nero · h3 alfiere del nero | d6 torre del nero · e5 re del bianco · e3 re del nero · f3 donna del nero · g3 pedone del nero · h3 alfiere del nero | d6 torre del nero · e5 re del bianco · e3 re del nero · f3 donna del nero · g3 pedone del nero · h3 alfiere del nero | d6 torre del nero · e5 re del bianco · e3 re del nero · f3 donna del nero · g3 pedone del nero · h3 alfiere del nero | d6 torre del nero · e5 re del bianco · e3 re del nero · f3 donna del nero · g3 pedone del nero · h3 alfiere del nero | d6 torre del nero · e5 re del bianco · e3 re del nero · f3 donna del nero · g3 pedone del nero · h3 alfiere del nero | d6 torre del nero · e5 re del bianco · e3 re del nero · f3 donna del nero · g3 pedone del nero · h3 alfiere del nero | d6 torre del nero · e5 re del bianco · e3 re del nero · f3 donna del nero · g3 pedone del nero · h3 alfiere del nero | 4 |
| 3 | d6 torre del nero · e5 re del bianco · e3 re del nero · f3 donna del nero · g3 pedone del nero · h3 alfiere del nero | d6 torre del nero · e5 re del bianco · e3 re del nero · f3 donna del nero · g3 pedone del nero · h3 alfiere del nero | d6 torre del nero · e5 re del bianco · e3 re del nero · f3 donna del nero · g3 pedone del nero · h3 alfiere del nero | d6 torre del nero · e5 re del bianco · e3 re del nero · f3 donna del nero · g3 pedone del nero · h3 alfiere del nero | d6 torre del nero · e5 re del bianco · e3 re del nero · f3 donna del nero · g3 pedone del nero · h3 alfiere del nero | d6 torre del nero · e5 re del bianco · e3 re del nero · f3 donna del nero · g3 pedone del nero · h3 alfiere del nero | d6 torre del nero · e5 re del bianco · e3 re del nero · f3 donna del nero · g3 pedone del nero · h3 alfiere del nero | d6 torre del nero · e5 re del bianco · e3 re del nero · f3 donna del nero · g3 pedone del nero · h3 alfiere del nero | 3 |
| 2 | d6 torre del nero · e5 re del bianco · e3 re del nero · f3 donna del nero · g3 pedone del nero · h3 alfiere del nero | d6 torre del nero · e5 re del bianco · e3 re del nero · f3 donna del nero · g3 pedone del nero · h3 alfiere del nero | d6 torre del nero · e5 re del bianco · e3 re del nero · f3 donna del nero · g3 pedone del nero · h3 alfiere del nero | d6 torre del nero · e5 re del bianco · e3 re del nero · f3 donna del nero · g3 pedone del nero · h3 alfiere del nero | d6 torre del nero · e5 re del bianco · e3 re del nero · f3 donna del nero · g3 pedone del nero · h3 alfiere del nero | d6 torre del nero · e5 re del bianco · e3 re del nero · f3 donna del nero · g3 pedone del nero · h3 alfiere del nero | d6 torre del nero · e5 re del bianco · e3 re del nero · f3 donna del nero · g3 pedone del nero · h3 alfiere del nero | d6 torre del nero · e5 re del bianco · e3 re del nero · f3 donna del nero · g3 pedone del nero · h3 alfiere del nero | 2 |
| 1 | d6 torre del nero · e5 re del bianco · e3 re del nero · f3 donna del nero · g3 pedone del nero · h3 alfiere del nero | d6 torre del nero · e5 re del bianco · e3 re del nero · f3 donna del nero · g3 pedone del nero · h3 alfiere del nero | d6 torre del nero · e5 re del bianco · e3 re del nero · f3 donna del nero · g3 pedone del nero · h3 alfiere del nero | d6 torre del nero · e5 re del bianco · e3 re del nero · f3 donna del nero · g3 pedone del nero · h3 alfiere del nero | d6 torre del nero · e5 re del bianco · e3 re del nero · f3 donna del nero · g3 pedone del nero · h3 alfiere del nero | d6 torre del nero · e5 re del bianco · e3 re del nero · f3 donna del nero · g3 pedone del nero · h3 alfiere del nero | d6 torre del nero · e5 re del bianco · e3 re del nero · f3 donna del nero · g3 pedone del nero · h3 alfiere del nero | d6 torre del nero · e5 re del bianco · e3 re del nero · f3 donna del nero · g3 pedone del nero · h3 alfiere del nero | 1 |
|   | a | b | c | d | e | f | g | h |   |

La analisi retrograda o retroanalisi è una tecnica impiegata in alcuni problemi di scacchi per determinare quali mosse hanno portato ad una data posizione sulla scacchiera. Sebbene questa tecnica sia raramente necessaria alla soluzione dei problemi di scacchi ordinari, esiste un intero sottogenere di problemistica nel quale è ampiamente usata; tali problemi vengono spesso indicati col nome di retro-problemi (in inglese: retros).
Un retro-problema potrebbe richiedere, ad esempio, un matto in due mosse, ma l'enigma principale (almeno nei retro-problemi moderni) sarebbe riuscire a risalire alla storia della posizione, perché ciò potrebbe essere determinante per la ricerca della soluzione. Potrebbe essere importante ad esempio determinare se l'arrocco è ancora possibile o meno oppure se è possibile la cattura di un pedone en passant. Altri problemi potrebbero chiedere domande specifiche in relazione alla storia della posizione come: "L'alfiere in c1 è frutto di una promozione?". In genere la soluzione di tali problemi necessita l'uso della logica applicata all'argomento scacchistico, cosa che è altamente apprezzata dagli appassionati di enigmi.
A volte è necessario poter determinare se una determinata posizione è legale, intendendo con questo termine il fatto che sia raggiungibile con una serie di mosse consentite dal regolamento (non importa se buone o cattive). Un altro importante ramo dell'analisi retrograda è quello della cosiddetta proof game (in inglese: partita prova) in cui, data una posizione va ricercata la più breve sequenza di mosse legali per raggiungerla dalla posizione iniziale.

## Esempi
Un esempio di problema di analisi retrograda è quello mostrato sopra in cui il solutore deve dedurre l'ultima mossa del Bianco. A prima vista non sembra esserci nessuna soluzione, infatti da qualsiasi casa il re bianco provenga, esso si troverebbe sotto scacco doppio. Osservando meglio la posizione però, si scopre che se il re bianco provenisse da f5, allora la mossa precedente del Nero avrebbe potuto essere fxg3 catturando en passant un ipotetico pedone bianco in g4. Da ciò consegue che la mossa ancora precedente del Bianco deve essere stata g2-g4, ma prima di ciò, il re bianco in f5 sarebbe stato sotto scacco dell'alfiere in h3 ed il pedone bianco sarebbe stato ancora in g2 (immobilizzando l'alfiere). L'unica possibile mossa che può aver fatto il Nero è lo scacco di scoperta con la mossa di cavallo Cg4-e5. Quindi l'ultima mossa del Bianco è stata la presa col re del cavallo in e5 da f5. La ricostruzione completa è quindi:
1…Cg4-e5+ 2.g2-g4 f4xg3++ ep 3.Rf5xe5.
Si noti come la mosse successive siano ininfluenti: il Nero ha infatti diversi modi banali di ottenere il matto.

## Analisi retrograda parziale
|   | a | b | c | d | e | f | g | h |   |
| 8 | e8 re del nero · h8 torre del nero · f6 alfiere del bianco · h6 pedone del bianco · d5 torre del bianco · f5 re del bianco · g5 pedone del nero · h5 pedone del bianco | e8 re del nero · h8 torre del nero · f6 alfiere del bianco · h6 pedone del bianco · d5 torre del bianco · f5 re del bianco · g5 pedone del nero · h5 pedone del bianco | e8 re del nero · h8 torre del nero · f6 alfiere del bianco · h6 pedone del bianco · d5 torre del bianco · f5 re del bianco · g5 pedone del nero · h5 pedone del bianco | e8 re del nero · h8 torre del nero · f6 alfiere del bianco · h6 pedone del bianco · d5 torre del bianco · f5 re del bianco · g5 pedone del nero · h5 pedone del bianco | e8 re del nero · h8 torre del nero · f6 alfiere del bianco · h6 pedone del bianco · d5 torre del bianco · f5 re del bianco · g5 pedone del nero · h5 pedone del bianco | e8 re del nero · h8 torre del nero · f6 alfiere del bianco · h6 pedone del bianco · d5 torre del bianco · f5 re del bianco · g5 pedone del nero · h5 pedone del bianco | e8 re del nero · h8 torre del nero · f6 alfiere del bianco · h6 pedone del bianco · d5 torre del bianco · f5 re del bianco · g5 pedone del nero · h5 pedone del bianco | e8 re del nero · h8 torre del nero · f6 alfiere del bianco · h6 pedone del bianco · d5 torre del bianco · f5 re del bianco · g5 pedone del nero · h5 pedone del bianco | 8 |
| 7 | e8 re del nero · h8 torre del nero · f6 alfiere del bianco · h6 pedone del bianco · d5 torre del bianco · f5 re del bianco · g5 pedone del nero · h5 pedone del bianco | e8 re del nero · h8 torre del nero · f6 alfiere del bianco · h6 pedone del bianco · d5 torre del bianco · f5 re del bianco · g5 pedone del nero · h5 pedone del bianco | e8 re del nero · h8 torre del nero · f6 alfiere del bianco · h6 pedone del bianco · d5 torre del bianco · f5 re del bianco · g5 pedone del nero · h5 pedone del bianco | e8 re del nero · h8 torre del nero · f6 alfiere del bianco · h6 pedone del bianco · d5 torre del bianco · f5 re del bianco · g5 pedone del nero · h5 pedone del bianco | e8 re del nero · h8 torre del nero · f6 alfiere del bianco · h6 pedone del bianco · d5 torre del bianco · f5 re del bianco · g5 pedone del nero · h5 pedone del bianco | e8 re del nero · h8 torre del nero · f6 alfiere del bianco · h6 pedone del bianco · d5 torre del bianco · f5 re del bianco · g5 pedone del nero · h5 pedone del bianco | e8 re del nero · h8 torre del nero · f6 alfiere del bianco · h6 pedone del bianco · d5 torre del bianco · f5 re del bianco · g5 pedone del nero · h5 pedone del bianco | e8 re del nero · h8 torre del nero · f6 alfiere del bianco · h6 pedone del bianco · d5 torre del bianco · f5 re del bianco · g5 pedone del nero · h5 pedone del bianco | 7 |
| 6 | e8 re del nero · h8 torre del nero · f6 alfiere del bianco · h6 pedone del bianco · d5 torre del bianco · f5 re del bianco · g5 pedone del nero · h5 pedone del bianco | e8 re del nero · h8 torre del nero · f6 alfiere del bianco · h6 pedone del bianco · d5 torre del bianco · f5 re del bianco · g5 pedone del nero · h5 pedone del bianco | e8 re del nero · h8 torre del nero · f6 alfiere del bianco · h6 pedone del bianco · d5 torre del bianco · f5 re del bianco · g5 pedone del nero · h5 pedone del bianco | e8 re del nero · h8 torre del nero · f6 alfiere del bianco · h6 pedone del bianco · d5 torre del bianco · f5 re del bianco · g5 pedone del nero · h5 pedone del bianco | e8 re del nero · h8 torre del nero · f6 alfiere del bianco · h6 pedone del bianco · d5 torre del bianco · f5 re del bianco · g5 pedone del nero · h5 pedone del bianco | e8 re del nero · h8 torre del nero · f6 alfiere del bianco · h6 pedone del bianco · d5 torre del bianco · f5 re del bianco · g5 pedone del nero · h5 pedone del bianco | e8 re del nero · h8 torre del nero · f6 alfiere del bianco · h6 pedone del bianco · d5 torre del bianco · f5 re del bianco · g5 pedone del nero · h5 pedone del bianco | e8 re del nero · h8 torre del nero · f6 alfiere del bianco · h6 pedone del bianco · d5 torre del bianco · f5 re del bianco · g5 pedone del nero · h5 pedone del bianco | 6 |
| 5 | e8 re del nero · h8 torre del nero · f6 alfiere del bianco · h6 pedone del bianco · d5 torre del bianco · f5 re del bianco · g5 pedone del nero · h5 pedone del bianco | e8 re del nero · h8 torre del nero · f6 alfiere del bianco · h6 pedone del bianco · d5 torre del bianco · f5 re del bianco · g5 pedone del nero · h5 pedone del bianco | e8 re del nero · h8 torre del nero · f6 alfiere del bianco · h6 pedone del bianco · d5 torre del bianco · f5 re del bianco · g5 pedone del nero · h5 pedone del bianco | e8 re del nero · h8 torre del nero · f6 alfiere del bianco · h6 pedone del bianco · d5 torre del bianco · f5 re del bianco · g5 pedone del nero · h5 pedone del bianco | e8 re del nero · h8 torre del nero · f6 alfiere del bianco · h6 pedone del bianco · d5 torre del bianco · f5 re del bianco · g5 pedone del nero · h5 pedone del bianco | e8 re del nero · h8 torre del nero · f6 alfiere del bianco · h6 pedone del bianco · d5 torre del bianco · f5 re del bianco · g5 pedone del nero · h5 pedone del bianco | e8 re del nero · h8 torre del nero · f6 alfiere del bianco · h6 pedone del bianco · d5 torre del bianco · f5 re del bianco · g5 pedone del nero · h5 pedone del bianco | e8 re del nero · h8 torre del nero · f6 alfiere del bianco · h6 pedone del bianco · d5 torre del bianco · f5 re del bianco · g5 pedone del nero · h5 pedone del bianco | 5 |
| 4 | e8 re del nero · h8 torre del nero · f6 alfiere del bianco · h6 pedone del bianco · d5 torre del bianco · f5 re del bianco · g5 pedone del nero · h5 pedone del bianco | e8 re del nero · h8 torre del nero · f6 alfiere del bianco · h6 pedone del bianco · d5 torre del bianco · f5 re del bianco · g5 pedone del nero · h5 pedone del bianco | e8 re del nero · h8 torre del nero · f6 alfiere del bianco · h6 pedone del bianco · d5 torre del bianco · f5 re del bianco · g5 pedone del nero · h5 pedone del bianco | e8 re del nero · h8 torre del nero · f6 alfiere del bianco · h6 pedone del bianco · d5 torre del bianco · f5 re del bianco · g5 pedone del nero · h5 pedone del bianco | e8 re del nero · h8 torre del nero · f6 alfiere del bianco · h6 pedone del bianco · d5 torre del bianco · f5 re del bianco · g5 pedone del nero · h5 pedone del bianco | e8 re del nero · h8 torre del nero · f6 alfiere del bianco · h6 pedone del bianco · d5 torre del bianco · f5 re del bianco · g5 pedone del nero · h5 pedone del bianco | e8 re del nero · h8 torre del nero · f6 alfiere del bianco · h6 pedone del bianco · d5 torre del bianco · f5 re del bianco · g5 pedone del nero · h5 pedone del bianco | e8 re del nero · h8 torre del nero · f6 alfiere del bianco · h6 pedone del bianco · d5 torre del bianco · f5 re del bianco · g5 pedone del nero · h5 pedone del bianco | 4 |
| 3 | e8 re del nero · h8 torre del nero · f6 alfiere del bianco · h6 pedone del bianco · d5 torre del bianco · f5 re del bianco · g5 pedone del nero · h5 pedone del bianco | e8 re del nero · h8 torre del nero · f6 alfiere del bianco · h6 pedone del bianco · d5 torre del bianco · f5 re del bianco · g5 pedone del nero · h5 pedone del bianco | e8 re del nero · h8 torre del nero · f6 alfiere del bianco · h6 pedone del bianco · d5 torre del bianco · f5 re del bianco · g5 pedone del nero · h5 pedone del bianco | e8 re del nero · h8 torre del nero · f6 alfiere del bianco · h6 pedone del bianco · d5 torre del bianco · f5 re del bianco · g5 pedone del nero · h5 pedone del bianco | e8 re del nero · h8 torre del nero · f6 alfiere del bianco · h6 pedone del bianco · d5 torre del bianco · f5 re del bianco · g5 pedone del nero · h5 pedone del bianco | e8 re del nero · h8 torre del nero · f6 alfiere del bianco · h6 pedone del bianco · d5 torre del bianco · f5 re del bianco · g5 pedone del nero · h5 pedone del bianco | e8 re del nero · h8 torre del nero · f6 alfiere del bianco · h6 pedone del bianco · d5 torre del bianco · f5 re del bianco · g5 pedone del nero · h5 pedone del bianco | e8 re del nero · h8 torre del nero · f6 alfiere del bianco · h6 pedone del bianco · d5 torre del bianco · f5 re del bianco · g5 pedone del nero · h5 pedone del bianco | 3 |
| 2 | e8 re del nero · h8 torre del nero · f6 alfiere del bianco · h6 pedone del bianco · d5 torre del bianco · f5 re del bianco · g5 pedone del nero · h5 pedone del bianco | e8 re del nero · h8 torre del nero · f6 alfiere del bianco · h6 pedone del bianco · d5 torre del bianco · f5 re del bianco · g5 pedone del nero · h5 pedone del bianco | e8 re del nero · h8 torre del nero · f6 alfiere del bianco · h6 pedone del bianco · d5 torre del bianco · f5 re del bianco · g5 pedone del nero · h5 pedone del bianco | e8 re del nero · h8 torre del nero · f6 alfiere del bianco · h6 pedone del bianco · d5 torre del bianco · f5 re del bianco · g5 pedone del nero · h5 pedone del bianco | e8 re del nero · h8 torre del nero · f6 alfiere del bianco · h6 pedone del bianco · d5 torre del bianco · f5 re del bianco · g5 pedone del nero · h5 pedone del bianco | e8 re del nero · h8 torre del nero · f6 alfiere del bianco · h6 pedone del bianco · d5 torre del bianco · f5 re del bianco · g5 pedone del nero · h5 pedone del bianco | e8 re del nero · h8 torre del nero · f6 alfiere del bianco · h6 pedone del bianco · d5 torre del bianco · f5 re del bianco · g5 pedone del nero · h5 pedone del bianco | e8 re del nero · h8 torre del nero · f6 alfiere del bianco · h6 pedone del bianco · d5 torre del bianco · f5 re del bianco · g5 pedone del nero · h5 pedone del bianco | 2 |
| 1 | e8 re del nero · h8 torre del nero · f6 alfiere del bianco · h6 pedone del bianco · d5 torre del bianco · f5 re del bianco · g5 pedone del nero · h5 pedone del bianco | e8 re del nero · h8 torre del nero · f6 alfiere del bianco · h6 pedone del bianco · d5 torre del bianco · f5 re del bianco · g5 pedone del nero · h5 pedone del bianco | e8 re del nero · h8 torre del nero · f6 alfiere del bianco · h6 pedone del bianco · d5 torre del bianco · f5 re del bianco · g5 pedone del nero · h5 pedone del bianco | e8 re del nero · h8 torre del nero · f6 alfiere del bianco · h6 pedone del bianco · d5 torre del bianco · f5 re del bianco · g5 pedone del nero · h5 pedone del bianco | e8 re del nero · h8 torre del nero · f6 alfiere del bianco · h6 pedone del bianco · d5 torre del bianco · f5 re del bianco · g5 pedone del nero · h5 pedone del bianco | e8 re del nero · h8 torre del nero · f6 alfiere del bianco · h6 pedone del bianco · d5 torre del bianco · f5 re del bianco · g5 pedone del nero · h5 pedone del bianco | e8 re del nero · h8 torre del nero · f6 alfiere del bianco · h6 pedone del bianco · d5 torre del bianco · f5 re del bianco · g5 pedone del nero · h5 pedone del bianco | e8 re del nero · h8 torre del nero · f6 alfiere del bianco · h6 pedone del bianco · d5 torre del bianco · f5 re del bianco · g5 pedone del nero · h5 pedone del bianco | 1 |
|   | a | b | c | d | e | f | g | h |   |

Alcuni problemi usano il metodo detto analisi retrograda parziale. in questi problemi la storia della posizione non può essere determinata con certezza, ma ciascuna delle alternative porta ad una soluzione diversa. Il problema illustrato nel diagramma a fianco di Langstaff presenta un esempio sufficientemente semplice: è un matto in due mosse. Non è possibile determinare quale mossa abbia compiuto il Nero per ultima, ma è chiaro che deve aver mosso o il re, o la torre o il pedone con g7-g5 (g6-g5 è impossibile perché il pedone in g6 avrebbe dato scacco). Perciò: o il Nero non può più arroccare o il Bianco può prendere en passant. Dato che è impossibile ricavare l'ultima mossa del Nero la soluzione ha due linee possibili:
- 1.Re6 … 2.Td8# (se il Nero aveva mosso prima il re o la torre)
- 1.hxg6 ep (minacciando 2.Td8#) 1…0-0 2.h7# (se il Nero aveva giocato g7-g5)

## Proof game
|   | a | b | c | d | e | f | g | h |   |
| 8 | a8 torre del nero · b8 cavallo del nero · c8 alfiere del nero · d8 donna del nero · e8 re del nero · f8 alfiere del nero · h8 torre del nero · a7 pedone del nero · b7 pedone del nero · c7 pedone del nero · f7 pedone del nero · g7 pedone del nero · h7 pedone del nero · a2 pedone del bianco · b2 pedone del bianco · c2 pedone del bianco · d2 pedone del bianco · e2 pedone del bianco · f2 pedone del bianco · g2 pedone del bianco · h2 pedone del bianco · a1 torre del bianco · b1 cavallo del bianco · c1 alfiere del bianco · d1 donna del bianco · e1 re del bianco · f1 alfiere del bianco · h1 torre del bianco | a8 torre del nero · b8 cavallo del nero · c8 alfiere del nero · d8 donna del nero · e8 re del nero · f8 alfiere del nero · h8 torre del nero · a7 pedone del nero · b7 pedone del nero · c7 pedone del nero · f7 pedone del nero · g7 pedone del nero · h7 pedone del nero · a2 pedone del bianco · b2 pedone del bianco · c2 pedone del bianco · d2 pedone del bianco · e2 pedone del bianco · f2 pedone del bianco · g2 pedone del bianco · h2 pedone del bianco · a1 torre del bianco · b1 cavallo del bianco · c1 alfiere del bianco · d1 donna del bianco · e1 re del bianco · f1 alfiere del bianco · h1 torre del bianco | a8 torre del nero · b8 cavallo del nero · c8 alfiere del nero · d8 donna del nero · e8 re del nero · f8 alfiere del nero · h8 torre del nero · a7 pedone del nero · b7 pedone del nero · c7 pedone del nero · f7 pedone del nero · g7 pedone del nero · h7 pedone del nero · a2 pedone del bianco · b2 pedone del bianco · c2 pedone del bianco · d2 pedone del bianco · e2 pedone del bianco · f2 pedone del bianco · g2 pedone del bianco · h2 pedone del bianco · a1 torre del bianco · b1 cavallo del bianco · c1 alfiere del bianco · d1 donna del bianco · e1 re del bianco · f1 alfiere del bianco · h1 torre del bianco | a8 torre del nero · b8 cavallo del nero · c8 alfiere del nero · d8 donna del nero · e8 re del nero · f8 alfiere del nero · h8 torre del nero · a7 pedone del nero · b7 pedone del nero · c7 pedone del nero · f7 pedone del nero · g7 pedone del nero · h7 pedone del nero · a2 pedone del bianco · b2 pedone del bianco · c2 pedone del bianco · d2 pedone del bianco · e2 pedone del bianco · f2 pedone del bianco · g2 pedone del bianco · h2 pedone del bianco · a1 torre del bianco · b1 cavallo del bianco · c1 alfiere del bianco · d1 donna del bianco · e1 re del bianco · f1 alfiere del bianco · h1 torre del bianco | a8 torre del nero · b8 cavallo del nero · c8 alfiere del nero · d8 donna del nero · e8 re del nero · f8 alfiere del nero · h8 torre del nero · a7 pedone del nero · b7 pedone del nero · c7 pedone del nero · f7 pedone del nero · g7 pedone del nero · h7 pedone del nero · a2 pedone del bianco · b2 pedone del bianco · c2 pedone del bianco · d2 pedone del bianco · e2 pedone del bianco · f2 pedone del bianco · g2 pedone del bianco · h2 pedone del bianco · a1 torre del bianco · b1 cavallo del bianco · c1 alfiere del bianco · d1 donna del bianco · e1 re del bianco · f1 alfiere del bianco · h1 torre del bianco | a8 torre del nero · b8 cavallo del nero · c8 alfiere del nero · d8 donna del nero · e8 re del nero · f8 alfiere del nero · h8 torre del nero · a7 pedone del nero · b7 pedone del nero · c7 pedone del nero · f7 pedone del nero · g7 pedone del nero · h7 pedone del nero · a2 pedone del bianco · b2 pedone del bianco · c2 pedone del bianco · d2 pedone del bianco · e2 pedone del bianco · f2 pedone del bianco · g2 pedone del bianco · h2 pedone del bianco · a1 torre del bianco · b1 cavallo del bianco · c1 alfiere del bianco · d1 donna del bianco · e1 re del bianco · f1 alfiere del bianco · h1 torre del bianco | a8 torre del nero · b8 cavallo del nero · c8 alfiere del nero · d8 donna del nero · e8 re del nero · f8 alfiere del nero · h8 torre del nero · a7 pedone del nero · b7 pedone del nero · c7 pedone del nero · f7 pedone del nero · g7 pedone del nero · h7 pedone del nero · a2 pedone del bianco · b2 pedone del bianco · c2 pedone del bianco · d2 pedone del bianco · e2 pedone del bianco · f2 pedone del bianco · g2 pedone del bianco · h2 pedone del bianco · a1 torre del bianco · b1 cavallo del bianco · c1 alfiere del bianco · d1 donna del bianco · e1 re del bianco · f1 alfiere del bianco · h1 torre del bianco | a8 torre del nero · b8 cavallo del nero · c8 alfiere del nero · d8 donna del nero · e8 re del nero · f8 alfiere del nero · h8 torre del nero · a7 pedone del nero · b7 pedone del nero · c7 pedone del nero · f7 pedone del nero · g7 pedone del nero · h7 pedone del nero · a2 pedone del bianco · b2 pedone del bianco · c2 pedone del bianco · d2 pedone del bianco · e2 pedone del bianco · f2 pedone del bianco · g2 pedone del bianco · h2 pedone del bianco · a1 torre del bianco · b1 cavallo del bianco · c1 alfiere del bianco · d1 donna del bianco · e1 re del bianco · f1 alfiere del bianco · h1 torre del bianco | 8 |
| 7 | a8 torre del nero · b8 cavallo del nero · c8 alfiere del nero · d8 donna del nero · e8 re del nero · f8 alfiere del nero · h8 torre del nero · a7 pedone del nero · b7 pedone del nero · c7 pedone del nero · f7 pedone del nero · g7 pedone del nero · h7 pedone del nero · a2 pedone del bianco · b2 pedone del bianco · c2 pedone del bianco · d2 pedone del bianco · e2 pedone del bianco · f2 pedone del bianco · g2 pedone del bianco · h2 pedone del bianco · a1 torre del bianco · b1 cavallo del bianco · c1 alfiere del bianco · d1 donna del bianco · e1 re del bianco · f1 alfiere del bianco · h1 torre del bianco | a8 torre del nero · b8 cavallo del nero · c8 alfiere del nero · d8 donna del nero · e8 re del nero · f8 alfiere del nero · h8 torre del nero · a7 pedone del nero · b7 pedone del nero · c7 pedone del nero · f7 pedone del nero · g7 pedone del nero · h7 pedone del nero · a2 pedone del bianco · b2 pedone del bianco · c2 pedone del bianco · d2 pedone del bianco · e2 pedone del bianco · f2 pedone del bianco · g2 pedone del bianco · h2 pedone del bianco · a1 torre del bianco · b1 cavallo del bianco · c1 alfiere del bianco · d1 donna del bianco · e1 re del bianco · f1 alfiere del bianco · h1 torre del bianco | a8 torre del nero · b8 cavallo del nero · c8 alfiere del nero · d8 donna del nero · e8 re del nero · f8 alfiere del nero · h8 torre del nero · a7 pedone del nero · b7 pedone del nero · c7 pedone del nero · f7 pedone del nero · g7 pedone del nero · h7 pedone del nero · a2 pedone del bianco · b2 pedone del bianco · c2 pedone del bianco · d2 pedone del bianco · e2 pedone del bianco · f2 pedone del bianco · g2 pedone del bianco · h2 pedone del bianco · a1 torre del bianco · b1 cavallo del bianco · c1 alfiere del bianco · d1 donna del bianco · e1 re del bianco · f1 alfiere del bianco · h1 torre del bianco | a8 torre del nero · b8 cavallo del nero · c8 alfiere del nero · d8 donna del nero · e8 re del nero · f8 alfiere del nero · h8 torre del nero · a7 pedone del nero · b7 pedone del nero · c7 pedone del nero · f7 pedone del nero · g7 pedone del nero · h7 pedone del nero · a2 pedone del bianco · b2 pedone del bianco · c2 pedone del bianco · d2 pedone del bianco · e2 pedone del bianco · f2 pedone del bianco · g2 pedone del bianco · h2 pedone del bianco · a1 torre del bianco · b1 cavallo del bianco · c1 alfiere del bianco · d1 donna del bianco · e1 re del bianco · f1 alfiere del bianco · h1 torre del bianco | a8 torre del nero · b8 cavallo del nero · c8 alfiere del nero · d8 donna del nero · e8 re del nero · f8 alfiere del nero · h8 torre del nero · a7 pedone del nero · b7 pedone del nero · c7 pedone del nero · f7 pedone del nero · g7 pedone del nero · h7 pedone del nero · a2 pedone del bianco · b2 pedone del bianco · c2 pedone del bianco · d2 pedone del bianco · e2 pedone del bianco · f2 pedone del bianco · g2 pedone del bianco · h2 pedone del bianco · a1 torre del bianco · b1 cavallo del bianco · c1 alfiere del bianco · d1 donna del bianco · e1 re del bianco · f1 alfiere del bianco · h1 torre del bianco | a8 torre del nero · b8 cavallo del nero · c8 alfiere del nero · d8 donna del nero · e8 re del nero · f8 alfiere del nero · h8 torre del nero · a7 pedone del nero · b7 pedone del nero · c7 pedone del nero · f7 pedone del nero · g7 pedone del nero · h7 pedone del nero · a2 pedone del bianco · b2 pedone del bianco · c2 pedone del bianco · d2 pedone del bianco · e2 pedone del bianco · f2 pedone del bianco · g2 pedone del bianco · h2 pedone del bianco · a1 torre del bianco · b1 cavallo del bianco · c1 alfiere del bianco · d1 donna del bianco · e1 re del bianco · f1 alfiere del bianco · h1 torre del bianco | a8 torre del nero · b8 cavallo del nero · c8 alfiere del nero · d8 donna del nero · e8 re del nero · f8 alfiere del nero · h8 torre del nero · a7 pedone del nero · b7 pedone del nero · c7 pedone del nero · f7 pedone del nero · g7 pedone del nero · h7 pedone del nero · a2 pedone del bianco · b2 pedone del bianco · c2 pedone del bianco · d2 pedone del bianco · e2 pedone del bianco · f2 pedone del bianco · g2 pedone del bianco · h2 pedone del bianco · a1 torre del bianco · b1 cavallo del bianco · c1 alfiere del bianco · d1 donna del bianco · e1 re del bianco · f1 alfiere del bianco · h1 torre del bianco | a8 torre del nero · b8 cavallo del nero · c8 alfiere del nero · d8 donna del nero · e8 re del nero · f8 alfiere del nero · h8 torre del nero · a7 pedone del nero · b7 pedone del nero · c7 pedone del nero · f7 pedone del nero · g7 pedone del nero · h7 pedone del nero · a2 pedone del bianco · b2 pedone del bianco · c2 pedone del bianco · d2 pedone del bianco · e2 pedone del bianco · f2 pedone del bianco · g2 pedone del bianco · h2 pedone del bianco · a1 torre del bianco · b1 cavallo del bianco · c1 alfiere del bianco · d1 donna del bianco · e1 re del bianco · f1 alfiere del bianco · h1 torre del bianco | 7 |
| 6 | a8 torre del nero · b8 cavallo del nero · c8 alfiere del nero · d8 donna del nero · e8 re del nero · f8 alfiere del nero · h8 torre del nero · a7 pedone del nero · b7 pedone del nero · c7 pedone del nero · f7 pedone del nero · g7 pedone del nero · h7 pedone del nero · a2 pedone del bianco · b2 pedone del bianco · c2 pedone del bianco · d2 pedone del bianco · e2 pedone del bianco · f2 pedone del bianco · g2 pedone del bianco · h2 pedone del bianco · a1 torre del bianco · b1 cavallo del bianco · c1 alfiere del bianco · d1 donna del bianco · e1 re del bianco · f1 alfiere del bianco · h1 torre del bianco | a8 torre del nero · b8 cavallo del nero · c8 alfiere del nero · d8 donna del nero · e8 re del nero · f8 alfiere del nero · h8 torre del nero · a7 pedone del nero · b7 pedone del nero · c7 pedone del nero · f7 pedone del nero · g7 pedone del nero · h7 pedone del nero · a2 pedone del bianco · b2 pedone del bianco · c2 pedone del bianco · d2 pedone del bianco · e2 pedone del bianco · f2 pedone del bianco · g2 pedone del bianco · h2 pedone del bianco · a1 torre del bianco · b1 cavallo del bianco · c1 alfiere del bianco · d1 donna del bianco · e1 re del bianco · f1 alfiere del bianco · h1 torre del bianco | a8 torre del nero · b8 cavallo del nero · c8 alfiere del nero · d8 donna del nero · e8 re del nero · f8 alfiere del nero · h8 torre del nero · a7 pedone del nero · b7 pedone del nero · c7 pedone del nero · f7 pedone del nero · g7 pedone del nero · h7 pedone del nero · a2 pedone del bianco · b2 pedone del bianco · c2 pedone del bianco · d2 pedone del bianco · e2 pedone del bianco · f2 pedone del bianco · g2 pedone del bianco · h2 pedone del bianco · a1 torre del bianco · b1 cavallo del bianco · c1 alfiere del bianco · d1 donna del bianco · e1 re del bianco · f1 alfiere del bianco · h1 torre del bianco | a8 torre del nero · b8 cavallo del nero · c8 alfiere del nero · d8 donna del nero · e8 re del nero · f8 alfiere del nero · h8 torre del nero · a7 pedone del nero · b7 pedone del nero · c7 pedone del nero · f7 pedone del nero · g7 pedone del nero · h7 pedone del nero · a2 pedone del bianco · b2 pedone del bianco · c2 pedone del bianco · d2 pedone del bianco · e2 pedone del bianco · f2 pedone del bianco · g2 pedone del bianco · h2 pedone del bianco · a1 torre del bianco · b1 cavallo del bianco · c1 alfiere del bianco · d1 donna del bianco · e1 re del bianco · f1 alfiere del bianco · h1 torre del bianco | a8 torre del nero · b8 cavallo del nero · c8 alfiere del nero · d8 donna del nero · e8 re del nero · f8 alfiere del nero · h8 torre del nero · a7 pedone del nero · b7 pedone del nero · c7 pedone del nero · f7 pedone del nero · g7 pedone del nero · h7 pedone del nero · a2 pedone del bianco · b2 pedone del bianco · c2 pedone del bianco · d2 pedone del bianco · e2 pedone del bianco · f2 pedone del bianco · g2 pedone del bianco · h2 pedone del bianco · a1 torre del bianco · b1 cavallo del bianco · c1 alfiere del bianco · d1 donna del bianco · e1 re del bianco · f1 alfiere del bianco · h1 torre del bianco | a8 torre del nero · b8 cavallo del nero · c8 alfiere del nero · d8 donna del nero · e8 re del nero · f8 alfiere del nero · h8 torre del nero · a7 pedone del nero · b7 pedone del nero · c7 pedone del nero · f7 pedone del nero · g7 pedone del nero · h7 pedone del nero · a2 pedone del bianco · b2 pedone del bianco · c2 pedone del bianco · d2 pedone del bianco · e2 pedone del bianco · f2 pedone del bianco · g2 pedone del bianco · h2 pedone del bianco · a1 torre del bianco · b1 cavallo del bianco · c1 alfiere del bianco · d1 donna del bianco · e1 re del bianco · f1 alfiere del bianco · h1 torre del bianco | a8 torre del nero · b8 cavallo del nero · c8 alfiere del nero · d8 donna del nero · e8 re del nero · f8 alfiere del nero · h8 torre del nero · a7 pedone del nero · b7 pedone del nero · c7 pedone del nero · f7 pedone del nero · g7 pedone del nero · h7 pedone del nero · a2 pedone del bianco · b2 pedone del bianco · c2 pedone del bianco · d2 pedone del bianco · e2 pedone del bianco · f2 pedone del bianco · g2 pedone del bianco · h2 pedone del bianco · a1 torre del bianco · b1 cavallo del bianco · c1 alfiere del bianco · d1 donna del bianco · e1 re del bianco · f1 alfiere del bianco · h1 torre del bianco | a8 torre del nero · b8 cavallo del nero · c8 alfiere del nero · d8 donna del nero · e8 re del nero · f8 alfiere del nero · h8 torre del nero · a7 pedone del nero · b7 pedone del nero · c7 pedone del nero · f7 pedone del nero · g7 pedone del nero · h7 pedone del nero · a2 pedone del bianco · b2 pedone del bianco · c2 pedone del bianco · d2 pedone del bianco · e2 pedone del bianco · f2 pedone del bianco · g2 pedone del bianco · h2 pedone del bianco · a1 torre del bianco · b1 cavallo del bianco · c1 alfiere del bianco · d1 donna del bianco · e1 re del bianco · f1 alfiere del bianco · h1 torre del bianco | 6 |
| 5 | a8 torre del nero · b8 cavallo del nero · c8 alfiere del nero · d8 donna del nero · e8 re del nero · f8 alfiere del nero · h8 torre del nero · a7 pedone del nero · b7 pedone del nero · c7 pedone del nero · f7 pedone del nero · g7 pedone del nero · h7 pedone del nero · a2 pedone del bianco · b2 pedone del bianco · c2 pedone del bianco · d2 pedone del bianco · e2 pedone del bianco · f2 pedone del bianco · g2 pedone del bianco · h2 pedone del bianco · a1 torre del bianco · b1 cavallo del bianco · c1 alfiere del bianco · d1 donna del bianco · e1 re del bianco · f1 alfiere del bianco · h1 torre del bianco | a8 torre del nero · b8 cavallo del nero · c8 alfiere del nero · d8 donna del nero · e8 re del nero · f8 alfiere del nero · h8 torre del nero · a7 pedone del nero · b7 pedone del nero · c7 pedone del nero · f7 pedone del nero · g7 pedone del nero · h7 pedone del nero · a2 pedone del bianco · b2 pedone del bianco · c2 pedone del bianco · d2 pedone del bianco · e2 pedone del bianco · f2 pedone del bianco · g2 pedone del bianco · h2 pedone del bianco · a1 torre del bianco · b1 cavallo del bianco · c1 alfiere del bianco · d1 donna del bianco · e1 re del bianco · f1 alfiere del bianco · h1 torre del bianco | a8 torre del nero · b8 cavallo del nero · c8 alfiere del nero · d8 donna del nero · e8 re del nero · f8 alfiere del nero · h8 torre del nero · a7 pedone del nero · b7 pedone del nero · c7 pedone del nero · f7 pedone del nero · g7 pedone del nero · h7 pedone del nero · a2 pedone del bianco · b2 pedone del bianco · c2 pedone del bianco · d2 pedone del bianco · e2 pedone del bianco · f2 pedone del bianco · g2 pedone del bianco · h2 pedone del bianco · a1 torre del bianco · b1 cavallo del bianco · c1 alfiere del bianco · d1 donna del bianco · e1 re del bianco · f1 alfiere del bianco · h1 torre del bianco | a8 torre del nero · b8 cavallo del nero · c8 alfiere del nero · d8 donna del nero · e8 re del nero · f8 alfiere del nero · h8 torre del nero · a7 pedone del nero · b7 pedone del nero · c7 pedone del nero · f7 pedone del nero · g7 pedone del nero · h7 pedone del nero · a2 pedone del bianco · b2 pedone del bianco · c2 pedone del bianco · d2 pedone del bianco · e2 pedone del bianco · f2 pedone del bianco · g2 pedone del bianco · h2 pedone del bianco · a1 torre del bianco · b1 cavallo del bianco · c1 alfiere del bianco · d1 donna del bianco · e1 re del bianco · f1 alfiere del bianco · h1 torre del bianco | a8 torre del nero · b8 cavallo del nero · c8 alfiere del nero · d8 donna del nero · e8 re del nero · f8 alfiere del nero · h8 torre del nero · a7 pedone del nero · b7 pedone del nero · c7 pedone del nero · f7 pedone del nero · g7 pedone del nero · h7 pedone del nero · a2 pedone del bianco · b2 pedone del bianco · c2 pedone del bianco · d2 pedone del bianco · e2 pedone del bianco · f2 pedone del bianco · g2 pedone del bianco · h2 pedone del bianco · a1 torre del bianco · b1 cavallo del bianco · c1 alfiere del bianco · d1 donna del bianco · e1 re del bianco · f1 alfiere del bianco · h1 torre del bianco | a8 torre del nero · b8 cavallo del nero · c8 alfiere del nero · d8 donna del nero · e8 re del nero · f8 alfiere del nero · h8 torre del nero · a7 pedone del nero · b7 pedone del nero · c7 pedone del nero · f7 pedone del nero · g7 pedone del nero · h7 pedone del nero · a2 pedone del bianco · b2 pedone del bianco · c2 pedone del bianco · d2 pedone del bianco · e2 pedone del bianco · f2 pedone del bianco · g2 pedone del bianco · h2 pedone del bianco · a1 torre del bianco · b1 cavallo del bianco · c1 alfiere del bianco · d1 donna del bianco · e1 re del bianco · f1 alfiere del bianco · h1 torre del bianco | a8 torre del nero · b8 cavallo del nero · c8 alfiere del nero · d8 donna del nero · e8 re del nero · f8 alfiere del nero · h8 torre del nero · a7 pedone del nero · b7 pedone del nero · c7 pedone del nero · f7 pedone del nero · g7 pedone del nero · h7 pedone del nero · a2 pedone del bianco · b2 pedone del bianco · c2 pedone del bianco · d2 pedone del bianco · e2 pedone del bianco · f2 pedone del bianco · g2 pedone del bianco · h2 pedone del bianco · a1 torre del bianco · b1 cavallo del bianco · c1 alfiere del bianco · d1 donna del bianco · e1 re del bianco · f1 alfiere del bianco · h1 torre del bianco | a8 torre del nero · b8 cavallo del nero · c8 alfiere del nero · d8 donna del nero · e8 re del nero · f8 alfiere del nero · h8 torre del nero · a7 pedone del nero · b7 pedone del nero · c7 pedone del nero · f7 pedone del nero · g7 pedone del nero · h7 pedone del nero · a2 pedone del bianco · b2 pedone del bianco · c2 pedone del bianco · d2 pedone del bianco · e2 pedone del bianco · f2 pedone del bianco · g2 pedone del bianco · h2 pedone del bianco · a1 torre del bianco · b1 cavallo del bianco · c1 alfiere del bianco · d1 donna del bianco · e1 re del bianco · f1 alfiere del bianco · h1 torre del bianco | 5 |
| 4 | a8 torre del nero · b8 cavallo del nero · c8 alfiere del nero · d8 donna del nero · e8 re del nero · f8 alfiere del nero · h8 torre del nero · a7 pedone del nero · b7 pedone del nero · c7 pedone del nero · f7 pedone del nero · g7 pedone del nero · h7 pedone del nero · a2 pedone del bianco · b2 pedone del bianco · c2 pedone del bianco · d2 pedone del bianco · e2 pedone del bianco · f2 pedone del bianco · g2 pedone del bianco · h2 pedone del bianco · a1 torre del bianco · b1 cavallo del bianco · c1 alfiere del bianco · d1 donna del bianco · e1 re del bianco · f1 alfiere del bianco · h1 torre del bianco | a8 torre del nero · b8 cavallo del nero · c8 alfiere del nero · d8 donna del nero · e8 re del nero · f8 alfiere del nero · h8 torre del nero · a7 pedone del nero · b7 pedone del nero · c7 pedone del nero · f7 pedone del nero · g7 pedone del nero · h7 pedone del nero · a2 pedone del bianco · b2 pedone del bianco · c2 pedone del bianco · d2 pedone del bianco · e2 pedone del bianco · f2 pedone del bianco · g2 pedone del bianco · h2 pedone del bianco · a1 torre del bianco · b1 cavallo del bianco · c1 alfiere del bianco · d1 donna del bianco · e1 re del bianco · f1 alfiere del bianco · h1 torre del bianco | a8 torre del nero · b8 cavallo del nero · c8 alfiere del nero · d8 donna del nero · e8 re del nero · f8 alfiere del nero · h8 torre del nero · a7 pedone del nero · b7 pedone del nero · c7 pedone del nero · f7 pedone del nero · g7 pedone del nero · h7 pedone del nero · a2 pedone del bianco · b2 pedone del bianco · c2 pedone del bianco · d2 pedone del bianco · e2 pedone del bianco · f2 pedone del bianco · g2 pedone del bianco · h2 pedone del bianco · a1 torre del bianco · b1 cavallo del bianco · c1 alfiere del bianco · d1 donna del bianco · e1 re del bianco · f1 alfiere del bianco · h1 torre del bianco | a8 torre del nero · b8 cavallo del nero · c8 alfiere del nero · d8 donna del nero · e8 re del nero · f8 alfiere del nero · h8 torre del nero · a7 pedone del nero · b7 pedone del nero · c7 pedone del nero · f7 pedone del nero · g7 pedone del nero · h7 pedone del nero · a2 pedone del bianco · b2 pedone del bianco · c2 pedone del bianco · d2 pedone del bianco · e2 pedone del bianco · f2 pedone del bianco · g2 pedone del bianco · h2 pedone del bianco · a1 torre del bianco · b1 cavallo del bianco · c1 alfiere del bianco · d1 donna del bianco · e1 re del bianco · f1 alfiere del bianco · h1 torre del bianco | a8 torre del nero · b8 cavallo del nero · c8 alfiere del nero · d8 donna del nero · e8 re del nero · f8 alfiere del nero · h8 torre del nero · a7 pedone del nero · b7 pedone del nero · c7 pedone del nero · f7 pedone del nero · g7 pedone del nero · h7 pedone del nero · a2 pedone del bianco · b2 pedone del bianco · c2 pedone del bianco · d2 pedone del bianco · e2 pedone del bianco · f2 pedone del bianco · g2 pedone del bianco · h2 pedone del bianco · a1 torre del bianco · b1 cavallo del bianco · c1 alfiere del bianco · d1 donna del bianco · e1 re del bianco · f1 alfiere del bianco · h1 torre del bianco | a8 torre del nero · b8 cavallo del nero · c8 alfiere del nero · d8 donna del nero · e8 re del nero · f8 alfiere del nero · h8 torre del nero · a7 pedone del nero · b7 pedone del nero · c7 pedone del nero · f7 pedone del nero · g7 pedone del nero · h7 pedone del nero · a2 pedone del bianco · b2 pedone del bianco · c2 pedone del bianco · d2 pedone del bianco · e2 pedone del bianco · f2 pedone del bianco · g2 pedone del bianco · h2 pedone del bianco · a1 torre del bianco · b1 cavallo del bianco · c1 alfiere del bianco · d1 donna del bianco · e1 re del bianco · f1 alfiere del bianco · h1 torre del bianco | a8 torre del nero · b8 cavallo del nero · c8 alfiere del nero · d8 donna del nero · e8 re del nero · f8 alfiere del nero · h8 torre del nero · a7 pedone del nero · b7 pedone del nero · c7 pedone del nero · f7 pedone del nero · g7 pedone del nero · h7 pedone del nero · a2 pedone del bianco · b2 pedone del bianco · c2 pedone del bianco · d2 pedone del bianco · e2 pedone del bianco · f2 pedone del bianco · g2 pedone del bianco · h2 pedone del bianco · a1 torre del bianco · b1 cavallo del bianco · c1 alfiere del bianco · d1 donna del bianco · e1 re del bianco · f1 alfiere del bianco · h1 torre del bianco | a8 torre del nero · b8 cavallo del nero · c8 alfiere del nero · d8 donna del nero · e8 re del nero · f8 alfiere del nero · h8 torre del nero · a7 pedone del nero · b7 pedone del nero · c7 pedone del nero · f7 pedone del nero · g7 pedone del nero · h7 pedone del nero · a2 pedone del bianco · b2 pedone del bianco · c2 pedone del bianco · d2 pedone del bianco · e2 pedone del bianco · f2 pedone del bianco · g2 pedone del bianco · h2 pedone del bianco · a1 torre del bianco · b1 cavallo del bianco · c1 alfiere del bianco · d1 donna del bianco · e1 re del bianco · f1 alfiere del bianco · h1 torre del bianco | 4 |
| 3 | a8 torre del nero · b8 cavallo del nero · c8 alfiere del nero · d8 donna del nero · e8 re del nero · f8 alfiere del nero · h8 torre del nero · a7 pedone del nero · b7 pedone del nero · c7 pedone del nero · f7 pedone del nero · g7 pedone del nero · h7 pedone del nero · a2 pedone del bianco · b2 pedone del bianco · c2 pedone del bianco · d2 pedone del bianco · e2 pedone del bianco · f2 pedone del bianco · g2 pedone del bianco · h2 pedone del bianco · a1 torre del bianco · b1 cavallo del bianco · c1 alfiere del bianco · d1 donna del bianco · e1 re del bianco · f1 alfiere del bianco · h1 torre del bianco | a8 torre del nero · b8 cavallo del nero · c8 alfiere del nero · d8 donna del nero · e8 re del nero · f8 alfiere del nero · h8 torre del nero · a7 pedone del nero · b7 pedone del nero · c7 pedone del nero · f7 pedone del nero · g7 pedone del nero · h7 pedone del nero · a2 pedone del bianco · b2 pedone del bianco · c2 pedone del bianco · d2 pedone del bianco · e2 pedone del bianco · f2 pedone del bianco · g2 pedone del bianco · h2 pedone del bianco · a1 torre del bianco · b1 cavallo del bianco · c1 alfiere del bianco · d1 donna del bianco · e1 re del bianco · f1 alfiere del bianco · h1 torre del bianco | a8 torre del nero · b8 cavallo del nero · c8 alfiere del nero · d8 donna del nero · e8 re del nero · f8 alfiere del nero · h8 torre del nero · a7 pedone del nero · b7 pedone del nero · c7 pedone del nero · f7 pedone del nero · g7 pedone del nero · h7 pedone del nero · a2 pedone del bianco · b2 pedone del bianco · c2 pedone del bianco · d2 pedone del bianco · e2 pedone del bianco · f2 pedone del bianco · g2 pedone del bianco · h2 pedone del bianco · a1 torre del bianco · b1 cavallo del bianco · c1 alfiere del bianco · d1 donna del bianco · e1 re del bianco · f1 alfiere del bianco · h1 torre del bianco | a8 torre del nero · b8 cavallo del nero · c8 alfiere del nero · d8 donna del nero · e8 re del nero · f8 alfiere del nero · h8 torre del nero · a7 pedone del nero · b7 pedone del nero · c7 pedone del nero · f7 pedone del nero · g7 pedone del nero · h7 pedone del nero · a2 pedone del bianco · b2 pedone del bianco · c2 pedone del bianco · d2 pedone del bianco · e2 pedone del bianco · f2 pedone del bianco · g2 pedone del bianco · h2 pedone del bianco · a1 torre del bianco · b1 cavallo del bianco · c1 alfiere del bianco · d1 donna del bianco · e1 re del bianco · f1 alfiere del bianco · h1 torre del bianco | a8 torre del nero · b8 cavallo del nero · c8 alfiere del nero · d8 donna del nero · e8 re del nero · f8 alfiere del nero · h8 torre del nero · a7 pedone del nero · b7 pedone del nero · c7 pedone del nero · f7 pedone del nero · g7 pedone del nero · h7 pedone del nero · a2 pedone del bianco · b2 pedone del bianco · c2 pedone del bianco · d2 pedone del bianco · e2 pedone del bianco · f2 pedone del bianco · g2 pedone del bianco · h2 pedone del bianco · a1 torre del bianco · b1 cavallo del bianco · c1 alfiere del bianco · d1 donna del bianco · e1 re del bianco · f1 alfiere del bianco · h1 torre del bianco | a8 torre del nero · b8 cavallo del nero · c8 alfiere del nero · d8 donna del nero · e8 re del nero · f8 alfiere del nero · h8 torre del nero · a7 pedone del nero · b7 pedone del nero · c7 pedone del nero · f7 pedone del nero · g7 pedone del nero · h7 pedone del nero · a2 pedone del bianco · b2 pedone del bianco · c2 pedone del bianco · d2 pedone del bianco · e2 pedone del bianco · f2 pedone del bianco · g2 pedone del bianco · h2 pedone del bianco · a1 torre del bianco · b1 cavallo del bianco · c1 alfiere del bianco · d1 donna del bianco · e1 re del bianco · f1 alfiere del bianco · h1 torre del bianco | a8 torre del nero · b8 cavallo del nero · c8 alfiere del nero · d8 donna del nero · e8 re del nero · f8 alfiere del nero · h8 torre del nero · a7 pedone del nero · b7 pedone del nero · c7 pedone del nero · f7 pedone del nero · g7 pedone del nero · h7 pedone del nero · a2 pedone del bianco · b2 pedone del bianco · c2 pedone del bianco · d2 pedone del bianco · e2 pedone del bianco · f2 pedone del bianco · g2 pedone del bianco · h2 pedone del bianco · a1 torre del bianco · b1 cavallo del bianco · c1 alfiere del bianco · d1 donna del bianco · e1 re del bianco · f1 alfiere del bianco · h1 torre del bianco | a8 torre del nero · b8 cavallo del nero · c8 alfiere del nero · d8 donna del nero · e8 re del nero · f8 alfiere del nero · h8 torre del nero · a7 pedone del nero · b7 pedone del nero · c7 pedone del nero · f7 pedone del nero · g7 pedone del nero · h7 pedone del nero · a2 pedone del bianco · b2 pedone del bianco · c2 pedone del bianco · d2 pedone del bianco · e2 pedone del bianco · f2 pedone del bianco · g2 pedone del bianco · h2 pedone del bianco · a1 torre del bianco · b1 cavallo del bianco · c1 alfiere del bianco · d1 donna del bianco · e1 re del bianco · f1 alfiere del bianco · h1 torre del bianco | 3 |
| 2 | a8 torre del nero · b8 cavallo del nero · c8 alfiere del nero · d8 donna del nero · e8 re del nero · f8 alfiere del nero · h8 torre del nero · a7 pedone del nero · b7 pedone del nero · c7 pedone del nero · f7 pedone del nero · g7 pedone del nero · h7 pedone del nero · a2 pedone del bianco · b2 pedone del bianco · c2 pedone del bianco · d2 pedone del bianco · e2 pedone del bianco · f2 pedone del bianco · g2 pedone del bianco · h2 pedone del bianco · a1 torre del bianco · b1 cavallo del bianco · c1 alfiere del bianco · d1 donna del bianco · e1 re del bianco · f1 alfiere del bianco · h1 torre del bianco | a8 torre del nero · b8 cavallo del nero · c8 alfiere del nero · d8 donna del nero · e8 re del nero · f8 alfiere del nero · h8 torre del nero · a7 pedone del nero · b7 pedone del nero · c7 pedone del nero · f7 pedone del nero · g7 pedone del nero · h7 pedone del nero · a2 pedone del bianco · b2 pedone del bianco · c2 pedone del bianco · d2 pedone del bianco · e2 pedone del bianco · f2 pedone del bianco · g2 pedone del bianco · h2 pedone del bianco · a1 torre del bianco · b1 cavallo del bianco · c1 alfiere del bianco · d1 donna del bianco · e1 re del bianco · f1 alfiere del bianco · h1 torre del bianco | a8 torre del nero · b8 cavallo del nero · c8 alfiere del nero · d8 donna del nero · e8 re del nero · f8 alfiere del nero · h8 torre del nero · a7 pedone del nero · b7 pedone del nero · c7 pedone del nero · f7 pedone del nero · g7 pedone del nero · h7 pedone del nero · a2 pedone del bianco · b2 pedone del bianco · c2 pedone del bianco · d2 pedone del bianco · e2 pedone del bianco · f2 pedone del bianco · g2 pedone del bianco · h2 pedone del bianco · a1 torre del bianco · b1 cavallo del bianco · c1 alfiere del bianco · d1 donna del bianco · e1 re del bianco · f1 alfiere del bianco · h1 torre del bianco | a8 torre del nero · b8 cavallo del nero · c8 alfiere del nero · d8 donna del nero · e8 re del nero · f8 alfiere del nero · h8 torre del nero · a7 pedone del nero · b7 pedone del nero · c7 pedone del nero · f7 pedone del nero · g7 pedone del nero · h7 pedone del nero · a2 pedone del bianco · b2 pedone del bianco · c2 pedone del bianco · d2 pedone del bianco · e2 pedone del bianco · f2 pedone del bianco · g2 pedone del bianco · h2 pedone del bianco · a1 torre del bianco · b1 cavallo del bianco · c1 alfiere del bianco · d1 donna del bianco · e1 re del bianco · f1 alfiere del bianco · h1 torre del bianco | a8 torre del nero · b8 cavallo del nero · c8 alfiere del nero · d8 donna del nero · e8 re del nero · f8 alfiere del nero · h8 torre del nero · a7 pedone del nero · b7 pedone del nero · c7 pedone del nero · f7 pedone del nero · g7 pedone del nero · h7 pedone del nero · a2 pedone del bianco · b2 pedone del bianco · c2 pedone del bianco · d2 pedone del bianco · e2 pedone del bianco · f2 pedone del bianco · g2 pedone del bianco · h2 pedone del bianco · a1 torre del bianco · b1 cavallo del bianco · c1 alfiere del bianco · d1 donna del bianco · e1 re del bianco · f1 alfiere del bianco · h1 torre del bianco | a8 torre del nero · b8 cavallo del nero · c8 alfiere del nero · d8 donna del nero · e8 re del nero · f8 alfiere del nero · h8 torre del nero · a7 pedone del nero · b7 pedone del nero · c7 pedone del nero · f7 pedone del nero · g7 pedone del nero · h7 pedone del nero · a2 pedone del bianco · b2 pedone del bianco · c2 pedone del bianco · d2 pedone del bianco · e2 pedone del bianco · f2 pedone del bianco · g2 pedone del bianco · h2 pedone del bianco · a1 torre del bianco · b1 cavallo del bianco · c1 alfiere del bianco · d1 donna del bianco · e1 re del bianco · f1 alfiere del bianco · h1 torre del bianco | a8 torre del nero · b8 cavallo del nero · c8 alfiere del nero · d8 donna del nero · e8 re del nero · f8 alfiere del nero · h8 torre del nero · a7 pedone del nero · b7 pedone del nero · c7 pedone del nero · f7 pedone del nero · g7 pedone del nero · h7 pedone del nero · a2 pedone del bianco · b2 pedone del bianco · c2 pedone del bianco · d2 pedone del bianco · e2 pedone del bianco · f2 pedone del bianco · g2 pedone del bianco · h2 pedone del bianco · a1 torre del bianco · b1 cavallo del bianco · c1 alfiere del bianco · d1 donna del bianco · e1 re del bianco · f1 alfiere del bianco · h1 torre del bianco | a8 torre del nero · b8 cavallo del nero · c8 alfiere del nero · d8 donna del nero · e8 re del nero · f8 alfiere del nero · h8 torre del nero · a7 pedone del nero · b7 pedone del nero · c7 pedone del nero · f7 pedone del nero · g7 pedone del nero · h7 pedone del nero · a2 pedone del bianco · b2 pedone del bianco · c2 pedone del bianco · d2 pedone del bianco · e2 pedone del bianco · f2 pedone del bianco · g2 pedone del bianco · h2 pedone del bianco · a1 torre del bianco · b1 cavallo del bianco · c1 alfiere del bianco · d1 donna del bianco · e1 re del bianco · f1 alfiere del bianco · h1 torre del bianco | 2 |
| 1 | a8 torre del nero · b8 cavallo del nero · c8 alfiere del nero · d8 donna del nero · e8 re del nero · f8 alfiere del nero · h8 torre del nero · a7 pedone del nero · b7 pedone del nero · c7 pedone del nero · f7 pedone del nero · g7 pedone del nero · h7 pedone del nero · a2 pedone del bianco · b2 pedone del bianco · c2 pedone del bianco · d2 pedone del bianco · e2 pedone del bianco · f2 pedone del bianco · g2 pedone del bianco · h2 pedone del bianco · a1 torre del bianco · b1 cavallo del bianco · c1 alfiere del bianco · d1 donna del bianco · e1 re del bianco · f1 alfiere del bianco · h1 torre del bianco | a8 torre del nero · b8 cavallo del nero · c8 alfiere del nero · d8 donna del nero · e8 re del nero · f8 alfiere del nero · h8 torre del nero · a7 pedone del nero · b7 pedone del nero · c7 pedone del nero · f7 pedone del nero · g7 pedone del nero · h7 pedone del nero · a2 pedone del bianco · b2 pedone del bianco · c2 pedone del bianco · d2 pedone del bianco · e2 pedone del bianco · f2 pedone del bianco · g2 pedone del bianco · h2 pedone del bianco · a1 torre del bianco · b1 cavallo del bianco · c1 alfiere del bianco · d1 donna del bianco · e1 re del bianco · f1 alfiere del bianco · h1 torre del bianco | a8 torre del nero · b8 cavallo del nero · c8 alfiere del nero · d8 donna del nero · e8 re del nero · f8 alfiere del nero · h8 torre del nero · a7 pedone del nero · b7 pedone del nero · c7 pedone del nero · f7 pedone del nero · g7 pedone del nero · h7 pedone del nero · a2 pedone del bianco · b2 pedone del bianco · c2 pedone del bianco · d2 pedone del bianco · e2 pedone del bianco · f2 pedone del bianco · g2 pedone del bianco · h2 pedone del bianco · a1 torre del bianco · b1 cavallo del bianco · c1 alfiere del bianco · d1 donna del bianco · e1 re del bianco · f1 alfiere del bianco · h1 torre del bianco | a8 torre del nero · b8 cavallo del nero · c8 alfiere del nero · d8 donna del nero · e8 re del nero · f8 alfiere del nero · h8 torre del nero · a7 pedone del nero · b7 pedone del nero · c7 pedone del nero · f7 pedone del nero · g7 pedone del nero · h7 pedone del nero · a2 pedone del bianco · b2 pedone del bianco · c2 pedone del bianco · d2 pedone del bianco · e2 pedone del bianco · f2 pedone del bianco · g2 pedone del bianco · h2 pedone del bianco · a1 torre del bianco · b1 cavallo del bianco · c1 alfiere del bianco · d1 donna del bianco · e1 re del bianco · f1 alfiere del bianco · h1 torre del bianco | a8 torre del nero · b8 cavallo del nero · c8 alfiere del nero · d8 donna del nero · e8 re del nero · f8 alfiere del nero · h8 torre del nero · a7 pedone del nero · b7 pedone del nero · c7 pedone del nero · f7 pedone del nero · g7 pedone del nero · h7 pedone del nero · a2 pedone del bianco · b2 pedone del bianco · c2 pedone del bianco · d2 pedone del bianco · e2 pedone del bianco · f2 pedone del bianco · g2 pedone del bianco · h2 pedone del bianco · a1 torre del bianco · b1 cavallo del bianco · c1 alfiere del bianco · d1 donna del bianco · e1 re del bianco · f1 alfiere del bianco · h1 torre del bianco | a8 torre del nero · b8 cavallo del nero · c8 alfiere del nero · d8 donna del nero · e8 re del nero · f8 alfiere del nero · h8 torre del nero · a7 pedone del nero · b7 pedone del nero · c7 pedone del nero · f7 pedone del nero · g7 pedone del nero · h7 pedone del nero · a2 pedone del bianco · b2 pedone del bianco · c2 pedone del bianco · d2 pedone del bianco · e2 pedone del bianco · f2 pedone del bianco · g2 pedone del bianco · h2 pedone del bianco · a1 torre del bianco · b1 cavallo del bianco · c1 alfiere del bianco · d1 donna del bianco · e1 re del bianco · f1 alfiere del bianco · h1 torre del bianco | a8 torre del nero · b8 cavallo del nero · c8 alfiere del nero · d8 donna del nero · e8 re del nero · f8 alfiere del nero · h8 torre del nero · a7 pedone del nero · b7 pedone del nero · c7 pedone del nero · f7 pedone del nero · g7 pedone del nero · h7 pedone del nero · a2 pedone del bianco · b2 pedone del bianco · c2 pedone del bianco · d2 pedone del bianco · e2 pedone del bianco · f2 pedone del bianco · g2 pedone del bianco · h2 pedone del bianco · a1 torre del bianco · b1 cavallo del bianco · c1 alfiere del bianco · d1 donna del bianco · e1 re del bianco · f1 alfiere del bianco · h1 torre del bianco | a8 torre del nero · b8 cavallo del nero · c8 alfiere del nero · d8 donna del nero · e8 re del nero · f8 alfiere del nero · h8 torre del nero · a7 pedone del nero · b7 pedone del nero · c7 pedone del nero · f7 pedone del nero · g7 pedone del nero · h7 pedone del nero · a2 pedone del bianco · b2 pedone del bianco · c2 pedone del bianco · d2 pedone del bianco · e2 pedone del bianco · f2 pedone del bianco · g2 pedone del bianco · h2 pedone del bianco · a1 torre del bianco · b1 cavallo del bianco · c1 alfiere del bianco · d1 donna del bianco · e1 re del bianco · f1 alfiere del bianco · h1 torre del bianco | 1 |
|   | a | b | c | d | e | f | g | h |   |

Una specializzazione dell'analisi retrograda è quella che riguarda le posizioni proof game (in inglese partita prova). In tali posizioni, spesso molto inusuali, viene richiesta un'analisi che sia in grado di provare che esiste una sequenza di mosse, partendo dalla posizione iniziale, con cui sia raggiungibile: appunto la partita prova.
Un'ulteriore specializzazione ricerca la partita prova più corta possibile. Al solutore viene in genere presentato il diagramma che illustra la posizione finale con la dicitura PG (proof game) o SPG (shortest proof game), può eventualmente seguire anche l'indicazione delle mosse necessarie alla soluzione (ad esempio 8.0 indica che la posizione è raggiunta dopo l'ottava mossa del Nero, 12.5 che è raggiunta dopo la 13ª del Bianco).
La maggioranza di queste posizioni ha una sola soluzione sia come mosse da eseguire che come ordine con cui devono essere eseguite, provarlo è parte integrante della soluzione del problema. Se il problema ha più di una soluzione, la numerosità deve essere indicata nella formulazione.
Nell'esempio del diagramma, verrebbe spontaneo pensare che il tema sia come il cavallo bianco, partendo da g1 possa aver catturato il cavallo nero g8, i pedoni d7 ed e7 e poi sia stato a sua volta catturato. In realtà, però il cavallo nero catturato non è quello che era originariamente in g8, ma l'altro. La soluzione (l'unica possibile in quattro mosse) è 1.Cf3 e5 2.Cxe5 Ce7 3.Cxd7 Cec6 4.Cxb8 Cxb8.